# I Fall Apart
«I Fall Apart» (en español: Me Desmorono) es una canción del rapero estadounidense Post Malone. Fue enviada a la Rhythmic contemporary Radio a través de Republic Records el 17 de octubre de 2017, como el sexto y último sencillo de su álbum de estudio debut, Stoney. Malone escribió la canción con el productor Illangelo y Billy Walsh. Un vídeo de Malone interpretando la canción se hizo viral y se difundió en las redes sociales.
I Fall Apart se incluyó en el álbum de Post Malone de 2016, Stoney, y nunca se lanzó originalmente como sencillo, pero una interpretación en vivo de la canción el 24 de septiembre de 2017 la convirtió en viral. Un fan publicó un vídeo de la actuación en Twitter y obtuvo más de 200.000 me gusta. Posteriormente fue subido a Facebook y ha acumulado más de 7,9 millones de visitas en todo el mundo.

## Desempeño comercial
La canción alcanzó el puesto número 16 en el Billboard Hot 100 y el puesto número 19 en el UK Singles Chart, lo que la convierte en el sencillo de Post Malone con mayor éxito de Stoney en el Reino Unido.La canción fue certificada Diamante por la RIAA el 20 de abril de 2023.